# 沙格岩 (南極洲)
沙格岩（英語：Shag Rock），是南極洲的岩石，位於葛拉漢地的葛拉漢海岸，處於克利夫島以東0.2公里和普羅斯佩克特角以西13公里，由英國探險隊繪入地圖和命名，現時由南極條約體系管理。